# Шелест, Виталий Петрович
Виталий Петрович Шелест (15 октября 1940 Харьков — 6 июня 2020) — советский и российский физик, сын первого секретаря ЦК КП Украины в 1963—1972 годах Петра Шелеста, доктор физико-математических наук (1968), профессор, член-корреспондент АН УССР (1969).

## Биография
Виталий Петрович Шелест родился 15 октября 1940 года в Харькове.
В 1962 году окончил с отличием Киевский государственный университет им. Тараса Шевченко и поступил в аспирантуру Института физики АН УССР.
В 1963 году он был направлен в Лабораторию теоретической физики Объединённого института ядерных исследований (Дубна, Россия) для продолжения обучения в аспирантуре под руководством H. H. Боголюбова. В 1965 году защитил кандидатскую диссертацию на тему «Некоторые вопросы теории рассеяния в задаче трёх тел».
С 1966 года работал заместителем директора по науке Института теоретической физики АН УССР. Был профессором Киевского университета.
Доктор физико-математических наук (1968). Докторская диссертация:
- Вопросы алгебры токов и релятивистски-инвариантные кварковые модели адронов : диссертация … : доктора физико-математических наук : 01.00.00. — Киев, 1968. — 184 с. : ил.

Член-корреспондент НАН Украины (1969) (стал доктором наук в 27 лет, членом-корреспондентом в 28).
После отставки отца с должности 1-го секретаря ЦК КПУ в 1973 году переехал в Москву. В 1974—1976 годах работал в Математическом институте АН СССР, в 1976—1982 годах — заместителем директора Всероссийского НИИ физико-технических радиоизмерений, а с 1982 года — в научно-исследовательском центре по изучению свойств поверхности и вакуума.

## Научная деятельность
Сфера научных интересов — ядерная физика, статистическая физика, квантовая метрология. Один из авторов фундаментальных исследований и разработок в области физики элементарных частиц.
Выполнил цикл работ, связанных с квантово-механической и теоретико-полевой задачей трёх тел (1964—1965), что позволило прояснить один из основных вопросов теории элементарных частиц — вопрос об аналитической структуре многочастичных парциальных амплитуд рассеяния элементарных частиц. Вместе с коллегами ввёл уравнения, описывающие сильновзаимодействующие элементарные частицы на основе представлений о кварках, и предложил релятивистскую инвариантную кварковую модель сильновзаимодействующих элементарных частиц, известную сейчас как модель эффективных кварков. Исследовал связи между различными структурными моделями, между структурными моделями и моделями взаимодействия адронов, в частности партонными моделями.
В 1965 году Виталий Шелест с коллегами предложили уравнения (H. H. Боголюбов, В. А. Матвеев, Нгуен Ван Хьеу, Д. Стоянов, Б. В. Струминский, А. Н. Тавхелидзе, В. П. Шелест. Препринт ОИЯИ Р-2141, Дубна, 1965.), описывающие сильно взаимодействующие элементарные частицы в терминах идеи кварков — новых (на тот момент) частиц материи. В 1966 году Виталий Шелест вернулся в Киев и в следующем году защитил докторскую диссертацию, в которой рассматривалась проблема описания связанных состояний кварков и были посчитаны электромагнитные барионные токи в рамках релятивистской кварковой модели. Следует отметить, что после работ Шелеста эта проблема привлекла внимание различных авторов, в частности всемирно известного физика-теоретика Ричарда Фейнмана. Хотя последователи применяли несколько усовершенствованные методы, исследование, представленное в докторской диссертации Виталия Шелеста, было фактически первым в этой очень важной области современной теоретической физики. Проблема оказалась настолько сложной, что до сих пор не решена полностью, но подходы, развитые Виталием Шелестом в релятивистской кварковой модели, оказались плодотворными при рассмотрении многих проблем физики высоких энергий. Поэтому неудивительно, что в 1969 году Виталий Шелест, которому ещё не исполнилось 30 лет, был избран членом-корреспондентом АН УССР.— TO THE MEMORY OF VITALII PETROVYCH SHELEST//O.S. BAKAI, V.G. BAR’YAKHTAR,L.A. BULAVIN, A.G. ZAGORODNY,V.M. LOKTEV, M.YU. STORIZHKO,M.F. SHULGA, I.R. YUKHNOVSKYI,V.P. GUSYNIN, G.M. ZINOVJEV,E.A. PASHITSKII, E.G. PETROV,L.L. JENKOVSZKY, O.P. KOBUSHKIN,V.V. KUKHTIN. Ukr. J. Phys. 2020. Vol. 65, No. 7649 
Исследования, проведённые Виталием Петровичем Шелестом, были оценены мировым научным сообществом, что отразилось, в частности, в более чем 230 цитированиях (по состоянию на 2022 год, согласно международной наукометрической базе Scopus).

### Основные труды

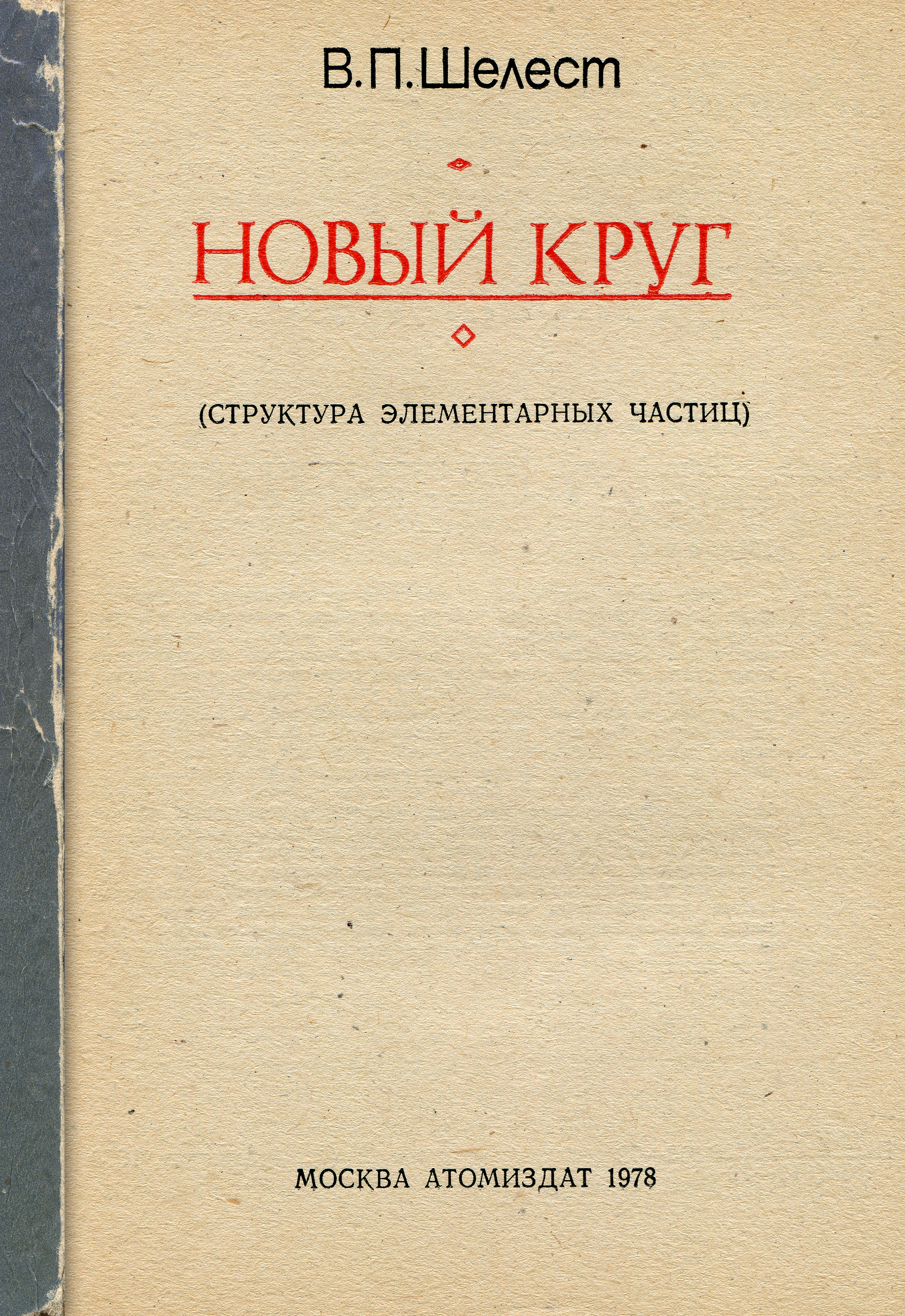
В. П. Шелест. Структура элементарных частиц. Издание 1978 года.

- Шелест В. П., Зиновьев Г. М., Миранский В. А. Модели сильновзаимодействующих элементарных частиц. Т. 1. Структурные модели и динамика адронных взаимодействий. М.: Атомиздат, 1975, 232 с.; Т. 2. Дуальные модели. М., 1976, 248 с.
- Новый круг [Текст] : Структура элементар. частиц. — Москва : Атомиздат, 1978. — 144 с. : ил.; 16 см.
- Осколки : [Пер. с рус.] / В. Шелест. — Вильнюс : Мокслас, 1987. — 106,[2] с. : ил.; 20 см. — (Шк. физики; 13).
- Осколки : [Перевод : Науч.-попул. очерки по физике] / В. П. Шелест. — Тбилиси : Сабчота Сакартвело, 1989. — 153,[1] с.; 20 см.
- Лекции о структуре и свойствах адронов при высоких энергиях [Текст] / В. П. Шелест. — Москва : Атомиздат, 1976. — 248 с. : ил.; 20 см.
- Зиновьев Г. М., Петров В. К., Петров К. В., Шелест В. П. Конечнотемпературная глюодинамика с пробными зарядами в различных представлениях. ТМФ, 152: 3, 466—475 (2007).
- Shelest V.P., Snigirev A.M., Zinovjev G.M. Gazing into the multiparton distribution equations in QCD . Phys. Lett. B 113: 4, 325—328 (1982).
- Gorenshtein M.I., Zinov’ev G.M., Petrov V.K., Shelest V.P. Exactly solvable model of a phase transition between hadronic and quark -gluon matter. Theor. Math. Phys. 52: 3, 843—854 (1982).
- Кобушкин А. П., Шелест В. П. Релятивистские уравнения для связанных состояний кварков, ТМФ, 31: 2 (1977), 156—168; Theoret. and Math. Phys., 31: 2 (1977), 381—389.
- Shelest V.A., Shelest V.P., Struminsky B.V., Zinovjev G.M. Dual resonance model and statistical bootstrap. Phys. Lett. B 43: 1, 73-75 (1973).
- Шелест В. П. О возможности учёта трёхчастичных сил в релятивистской задаче рассеяния трёх тел. Докл. АН СССР, 167: 4, 799—802 (1966).
- Shelest V.P., Stoyanov D. Scattering matrix elements in the relativistic three body problem . Phys. Lett. 13 3253-3255 (1964).

#### Редакторская деятельность
- Квантовая метрология и фундаментальные константы : Сб. статей / Перевод с англ. В. И. Андрюшина, А. П. Бондарева; Под ред. Р. Н. Фаустова, В. П. Шелеста. — М. : Мир, 1981. — 368 с. : ил.; 22 см.